# NGC 5142
NGC 5142 este o liner situată în constelația Câinii de Vânătoare. A fost descoperită în 1 mai 1785 de către William Herschel. Se află la o distanță de 78,67 de megaparseci de Pământ.